# Província de Ugo

Província de Ugo

Ugo (羽後国, Ugo no kuni) foi uma antiga província do Japão, equivalente à maior parte da atual prefeitura de Akita e algumas partes de Yamagata.

## Distritos
- Akita (秋田郡)
- Akumi (飽海郡)
- Hiraka (平鹿郡)
- Kawabe (河辺郡)
- Ogachi (雄勝郡)
- Senboku (仙北郡)
- Yamamoto (山本郡)
- Yuri (由利郡)